# Division II i ishockey 1973/1974
Division II i ishockey 1973/1974 var andradivisionen i svensk ishockey under säsongen 1973/74 och spelades i åtta serier med 10 lag i varje (med undantag för Division II Norra A som bara hade 9 lag), totalt blev det 79 lag. Vinnarna av respektive serie gick vidare till kval till Division I. De lag som placerade sig sämst flyttades ner till Division III.

## Lagen
Sedan förra säsongen hade Skellefteå AIK och IF Karlskoga/Bofors flyttats ner från Allsvenskan. Från Division II hade följande lag flyttats upp: Brunflo IF, Hanhals BK (Kungsbacka), IK 70 (Oskarshamn), Kramforsalliansen, IFK Munkfors, Munksund-Skuthamns SK (Piteå), Mälarhöjden/Västertorp IK (Stockholm Söderort), Mörrums GIS, Säters IF, Tierps IF, Tyringe SSS (Hässleholm), Valbo AIF (Gävle), IFK Vänersborg och Åkers IF (Åkers styckebruk).
Flera lag hade bytt serie sedan förra säsongen: Enköping, Skultuna och Surahammar flyttades från Västra A till Östra B, Forshaga, Grums och Viking från Västra B till A. Boro/Landsbro, HV 71, från Södra A till Västra B. Gislaved från Södra B till Västra A och slutligen BK Remo, Huddinge IK, Nacka SK från Östra B till Södra A. Den nya indelningen innebar att Stockholmslagen delades upp på två serien Östra B och Södra A. 
Dessutom hade IK IFK/IKS Norrköping hade bytt namn till HC Vita Hästen och Enköpings SK inlett ett samarbete med SK Elvan.

## Division II Norra
Grupp A
Sedan förra säsongen hade Skellefteå flyttats ner från Allsvenskan och var nu de givna favoriterna i serien. Lokalkonkurrenten Clemensnäs och Piteå var de enda lagen som man på förhand trodde kunde utmana och ungefär så blev det. Skellefteå var överlägsna och tappade bara två poäng under hela säsongen. Piteå tog andraplatsen och var det ena av två lag som lyckades tvinga fram en oavgjord match mot Skellefteå. Ändå skiljde det tio poäng dem emellan. Medle överraskade positivt genom en fjärdeplacering precis bakom favoriterna, medan Luleå överraskade genom att endast nå en åttondeplats.
Serien spelades som en dubbelserie plus en enkelserie för att kompensera att det bara var nio lag som deltog och för att segrande lag inte skulle få för långt uppehåll tills kvalmatcherna började. Det innebar att flera rekord slogs. Skellefteå tog 46 poäng och Per Johansson gjorde 35 mål. Dessutom bjöds det på flera stora målkalas. Målrikaste matchen blev mellan Piteå och Kåge som slutade med 23–3! Spelordningen fick kritik i efterhand, både publik och lag tröttnade på de många matcherna. Publiksiffrorna dalade ner mot 820 per match.
| Nr | Lag                     | S  | V  | O | F  | GM  | IM  | MS   | P  |
| -- | ----------------------- | -- | -- | - | -- | --- | --- | ---- | -- |
| 1  | Skellefteå AIK          | 24 | 22 | 2 | 0  | 207 | 63  | +144 | 46 |
| 2  | Piteå IF                | 24 | 17 | 2 | 5  | 170 | 78  | +92  | 36 |
| 3  | Clemensnäs/Rönnskärs IF | 24 | 14 | 3 | 7  | 117 | 81  | +36  | 31 |
| 4  | Medle SK                | 24 | 14 | 0 | 10 | 103 | 76  | +27  | 28 |
| 5  | IFK Kiruna              | 24 | 13 | 1 | 10 | 106 | 106 | 0    | 27 |
| 6  | IFK Luleå               | 24 | 11 | 0 | 13 | 123 | 122 | +1   | 22 |
| 7  | Bodens BK               | 24 | 9  | 1 | 14 | 90  | 101 | −11  | 19 |
| 8  | Kåge IF                 | 24 | 2  | 0 | 22 | 78  | 235 | −157 | 4  |
| 9  | Munksund-Skuthamns SK   | 24 | 1  | 1 | 22 | 71  | 203 | −132 | 3  |

Grupp B
Inför seriestarten tippades fyra lag vara bland dem som hade chansen att nå en kvalplats. Tunadal var möjligen knapp favorit bland dessa med goda försäsongsresultat, Järved hade tränat hårt och turnerat i Tjeckoslovakien och Finland, Heffners som tidigare spelat i Allsvenskan samt Teg som länge tillhört toppen i Division II. Det blev också dessa fyra lag i topp. Teg och Järved började bäst med tre raka segrar och när de möttes i seriefinal vann  Järved och tog ledningen, bara för att få lämna över den till Tunadal i nästa omgång. Järved hämtade sig dock snart och återtog ledningen och höll den till slutet. I sextonde omgången spelade de seriefinal mot Heffners och vann med 7–3 vilket säkrade seriesegern och kvalplatsen. Skytteligan vanns av Järveds Lennart Hägglöf med 18 gjorda mål.
| Nr | Lag                   | S  | V  | O | F  | GM  | IM  | MS  | P  |
| -- | --------------------- | -- | -- | - | -- | --- | --- | --- | -- |
| 1  | Järveds IF            | 18 | 13 | 3 | 2  | 87  | 48  | +39 | 29 |
| 2  | Heffners/Ortvikens IF | 18 | 12 | 2 | 4  | 99  | 61  | +38 | 26 |
| 3  | Tegs SK               | 18 | 12 | 1 | 5  | 116 | 53  | +63 | 25 |
| 4  | Tunadals IF           | 18 | 12 | 0 | 6  | 133 | 65  | +68 | 24 |
| 5  | Örnsköldsviks SK      | 18 | 10 | 1 | 7  | 80  | 86  | −6  | 21 |
| 6  | Östersunds IK         | 18 | 8  | 2 | 8  | 71  | 78  | −7  | 18 |
| 7  | Granö IF              | 18 | 5  | 2 | 11 | 68  | 96  | −28 | 12 |
| 8  | Kramfors-Alliansen    | 18 | 3  | 3 | 12 | 56  | 89  | −33 | 9  |
| 9  | Brunflo IF            | 18 | 4  | 1 | 13 | 58  | 123 | −65 | 9  |
| 10 | Nordingrå SK          | 18 | 3  | 1 | 14 | 48  | 117 | −69 | 7  |

## Division II Östra
Grupp A
Strömsbro vann serien strax före det andra Gävlelaget i serien, Gälve Godtemplares IK. Med i toppen fanns även Bollnäs. Mellan dessa tre lag skiljde det bara en enda poäng. Sist i serien placerade sig nykomlingarna Säter och Valbo, som alltså flyttades tillbaka till Division III till nästa säsong tillsammans med Storvik. Skytteligan vanns av Faluns Billy Jansson med 27 gjorda mål.
| Nr | Lag          | S  | V  | O | F  | GM  | IM  | MS  | P  |
| -- | ------------ | -- | -- | - | -- | --- | --- | --- | -- |
| 1  | Strömsbro IF | 18 | 13 | 1 | 4  | 124 | 68  | +56 | 27 |
| 2  | Gävle GIK    | 18 | 13 | 0 | 5  | 111 | 66  | +45 | 26 |
| 3  | Bollnäs IS   | 18 | 13 | 0 | 5  | 96  | 56  | +40 | 26 |
| 4  | Falu IF      | 18 | 9  | 3 | 6  | 103 | 84  | +19 | 21 |
| 5  | Hofors IK    | 18 | 9  | 2 | 7  | 79  | 68  | +11 | 20 |
| 6  | Malungs IF   | 18 | 7  | 3 | 8  | 85  | 82  | +3  | 17 |
| 7  | Ljusne AIK   | 18 | 6  | 1 | 11 | 66  | 106 | −40 | 13 |
| 8  | Storviks IF  | 18 | 6  | 0 | 12 | 73  | 107 | −34 | 12 |
| 9  | Valbo AIF    | 18 | 4  | 2 | 12 | 59  | 113 | −54 | 10 |
| 10 | Säters IF    | 18 | 3  | 2 | 13 | 60  | 106 | −46 | 8  |

Grupp B
Inledningsvis leddes serien av anrika IK Göta som tagit fem poäng under de tre första omgångarna, men sedan tog de bara två poäng till under hela säsongen. Göta avlöstes av Uppsalalaget Almtuna i toppen och de höll sig kvar till den 13:e omgången då Väsby tog över för en omgång. Sedan stod kampen mellan Hammarby och Surahammar. De möttes tredje omgången från slutet i en seriefinal som slutade oavgjort. Surahammar hade bättre målskillnad och kunde hålla ifrån serien ut. Seriens överraskning var Väsby som tidigare bara hållit till i seriens mellanskikt, men nu slutade fyra. Nykomlingen Tierp överraskade också genom att hålla sig ifrån bottenstriden. Sist i serien på nedflyttningsplats placerade sig Enköping, Skultuna (från Västerås) och Stockholmslaget Göta. När nästa säsongs serier skulle sättas ihop visade sig dock att Enköping skulle klara sig ifrån nedflyttningen. Skytteligan vanns av Väsbys Jan Bäckman med 20 gjorda mål.
| Nr | Lag                   | S  | V  | O | F  | GM  | IM | MS  | P  |
| -- | --------------------- | -- | -- | - | -- | --- | -- | --- | -- |
| 1  | Surahammars IF        | 18 | 13 | 4 | 1  | 113 | 59 | +54 | 30 |
| 2  | Hammarby IF           | 18 | 13 | 3 | 2  | 83  | 55 | +28 | 29 |
| 3  | Almtuna IS            | 18 | 11 | 0 | 7  | 77  | 76 | +1  | 22 |
| 4  | Väsby IK              | 18 | 10 | 1 | 7  | 90  | 67 | +23 | 21 |
| 5  | Tierps IF             | 18 | 9  | 3 | 6  | 70  | 74 | −4  | 21 |
| 6  | Norrtälje IK          | 18 | 4  | 7 | 7  | 43  | 55 | −12 | 15 |
| 7  | Roma IF               | 18 | 5  | 3 | 10 | 54  | 72 | −18 | 13 |
| 8  | Enköpings SK/SK Elvan | 18 | 4  | 4 | 10 | 48  | 63 | −15 | 12 |
| 9  | Skultuna IS           | 18 | 3  | 4 | 11 | 58  | 85 | −27 | 10 |
| 10 | IK Göta               | 18 | 2  | 3 | 13 | 56  | 86 | −30 | 7  |

## Division II Västra
Grupp A
Den självklara favoriten i serien var Karlskoga. De hade precis flyttats ner från Allsvenskan och ville tillbaka.  KB infriade förväntningarna och det enda laget som kunde matcha dem var Grums som besegrade dem en gång och den andra spelade en oavgjort (de enda poäng Karlskoga förlorade). Grums slutade tvåa fyra poäng efter och på tredje plats kom Fagersta. I botten var Guldsmedshyttan och Munkfors avhängda. Framför dem var det jämnt med fem lag inom en poängs marginal. Lindesberg förlorade kampen med fyra måls sämre målskillnad och hamnade under nedflyttningsstrecket, men slapp nerflyttning efter att ha fått en gratisplats. Skytteligan vanns av Fagerstas Håkan Lundberg med 22 gjorda mål.
| Nr | Lag                 | S  | V  | O | F  | GM  | IM | MS  | P  |
| -- | ------------------- | -- | -- | - | -- | --- | -- | --- | -- |
| 1  | IF Karlskoga/Bofors | 18 | 16 | 1 | 1  | 140 | 50 | +90 | 33 |
| 2  | Grums IK            | 18 | 13 | 3 | 2  | 116 | 56 | +60 | 29 |
| 3  | Fagersta AIK        | 18 | 11 | 0 | 7  | 105 | 74 | +31 | 22 |
| 4  | Forshaga IF         | 18 | 7  | 2 | 9  | 59  | 75 | −16 | 16 |
| 5  | Morgårdshammars IF  | 18 | 8  | 0 | 10 | 76  | 97 | −21 | 16 |
| 6  | Avesta BK           | 18 | 6  | 3 | 9  | 63  | 76 | −13 | 15 |
| 7  | IK Viking           | 18 | 7  | 1 | 10 | 52  | 79 | −27 | 15 |
| 8  | IFK Lindesberg      | 18 | 7  | 1 | 10 | 62  | 93 | −31 | 15 |
| 9  | IFK Munkfors        | 18 | 5  | 1 | 12 | 58  | 90 | −32 | 11 |
| 10 | Guldsmedshytte SK   | 18 | 3  | 2 | 13 | 50  | 91 | −41 | 8  |

Grupp B
Favoriterna inför säsongsstarten var Jönköpingslaget HV 71 som bildats bara två säsonger tidigare. De motsvarade alla förväntningar och vann överlägset med ett enda tappat poäng under säsongen och 11 poäng ner till tvåan Tibro som de slagit med 6–0 och 10–4. Då var det mer spännande i kampen om att slippa nedflyttningsplatserna. Mariestad och Vänersborg hängdes av tidigt, men ovanför dem låg fyra lag inom 1 poäng. Gislaved förlorade den kampen i en direkt avgörande match mot Mölndal med 5–2. Striden visade sig dock bli utan betydelse då Gislaved trots allt fick följa med till nästa säsong. Skytteligan vanns av Skövdes Thomas Hansson med 21 gjorda mål.
| Nr | Lag              | S  | V  | O | F  | GM  | IM  | MS  | P  |
| -- | ---------------- | -- | -- | - | -- | --- | --- | --- | -- |
| 1  | HV 71            | 18 | 17 | 1 | 0  | 115 | 39  | +76 | 35 |
| 2  | Tibro IK         | 18 | 12 | 0 | 6  | 100 | 62  | +38 | 24 |
| 3  | Hanhals BK       | 18 | 9  | 2 | 7  | 78  | 64  | +14 | 20 |
| 4  | Boro/Landsbro IF | 18 | 10 | 0 | 8  | 93  | 81  | +12 | 20 |
| 5  | Skövde IK        | 18 | 8  | 1 | 9  | 87  | 84  | +3  | 17 |
| 6  | BK Bäcken        | 18 | 8  | 1 | 9  | 64  | 97  | −33 | 17 |
| 7  | Mölndals IF      | 18 | 7  | 2 | 9  | 76  | 70  | +6  | 16 |
| 8  | Gislaveds SK     | 18 | 8  | 0 | 10 | 68  | 69  | −1  | 16 |
| 9  | Mariestad BoIS   | 18 | 3  | 3 | 12 | 45  | 93  | −48 | 9  |
| 10 | IFK Vänersborg   | 18 | 2  | 2 | 14 | 38  | 105 | −67 | 6  |

## Division II Södra
Grupp A
Inför säsongen tippade samtliga lag Nacka som vinnare. Huvudskälet var värvningen av Bert-Ola Nordlander som spelande tränare. Med 195 landskamper och 17 allsvenska säsonger i ryggen förväntades han leda laget till seger och visst gjorde han det. Ett enda poäng tappade man under hela säsongen och många matcher var ren utklassning. Hela 11 poäng efter segrarna låg de båda östgötalagen Vita Hästen (Norrköping) och Kenty (Linköping). Hästen hade bättre målskillnad och tog andraplatsen. I botten var Åkers IF avhängda redan tidigt, medan Tranås, Mälarhöjden och Vimmerby stred om att undvika kvalplatsen. Vimmerby gick segrande ur den striden trots 107 insläppta mål. Skytteligan vanns av Nackas Claes-Ove Fjällby med 21 gjorda mål.
| Nr | Lag                       | S  | V  | O | F  | GM  | IM  | MS  | P  |
| -- | ------------------------- | -- | -- | - | -- | --- | --- | --- | -- |
| 1  | Nacka SK                  | 18 | 17 | 1 | 0  | 123 | 32  | +91 | 35 |
| 2  | HC Vita Hästen            | 18 | 12 | 0 | 6  | 88  | 67  | +21 | 24 |
| 3  | BK Kenty                  | 18 | 11 | 2 | 5  | 82  | 65  | +17 | 24 |
| 4  | Huddinge IK               | 18 | 9  | 2 | 7  | 82  | 73  | +9  | 20 |
| 5  | BK Remo                   | 18 | 9  | 1 | 8  | 82  | 77  | +5  | 19 |
| 6  | Nyköpings BIS             | 18 | 8  | 2 | 8  | 83  | 77  | +6  | 18 |
| 7  | Vimmerby IF               | 18 | 6  | 1 | 11 | 70  | 107 | −37 | 13 |
| 8  | Mälarhöjden/Västertorp IK | 18 | 4  | 2 | 12 | 50  | 80  | −30 | 10 |
| 9  | Tranås AIF                | 18 | 4  | 2 | 12 | 65  | 97  | −32 | 10 |
| 10 | Åkers IF                  | 18 | 2  | 3 | 13 | 49  | 99  | −50 | 7  |

Grupp B
Fokus låg på tre lag före seriestarten: Malmö, Nybro och Rögle (Ängelholm). Alla tre lagen började bra. Inledningsvis spelade även Ljungbylaget Troja bra och slog bl.a. Rögle, men efter sju omgångar vände lyckan och förlusterna radade upp sig. Serieledningen var Malmös redan i andra omgången där de besegrade Nybro med 3–1. Sedan radade man upp tretton raka segrar innan Rögle satte punkt för segersviten. På det följde förlust mot först Växjö och sedan hemma mot Nybro innan Malmö kunde ta sig samman och spela hem serien ett poäng före Nybro. Troja blev seriens överraskning och slutade på tredje plats, medan Rögle överraskade negativt och slutade femma efter Växjö. I botten placerade sig Mörrum tillsammans med Oskarshamnslaget IK 70 och Tyringe. Alla tre flyttades ner till Division II nästa säsong. Skytteligan vanns av Trojas Kennert Andersson med 25 gjorda mål.
| Nr | Lag          | S  | V  | O | F  | GM  | IM  | MS  | P  |
| -- | ------------ | -- | -- | - | -- | --- | --- | --- | -- |
| 1  | Malmö IF     | 18 | 15 | 0 | 3  | 111 | 51  | +60 | 30 |
| 2  | Nybro IF     | 18 | 14 | 1 | 3  | 90  | 43  | +47 | 29 |
| 3  | IF Troja     | 18 | 13 | 0 | 5  | 101 | 77  | +24 | 26 |
| 4  | Växjö HC     | 18 | 9  | 2 | 7  | 76  | 74  | +2  | 20 |
| 5  | Rögle BK     | 18 | 7  | 3 | 8  | 59  | 56  | +3  | 17 |
| 6  | Halmstads HK | 18 | 7  | 3 | 8  | 80  | 82  | −2  | 17 |
| 7  | Kallinge SK  | 18 | 4  | 5 | 9  | 59  | 92  | −33 | 13 |
| 8  | Tyringe SoSS | 18 | 5  | 1 | 12 | 58  | 74  | −16 | 11 |
| 9  | IK 70        | 18 | 5  | 1 | 12 | 73  | 120 | −47 | 11 |
| 10 | Mörrums GoIS | 18 | 2  | 2 | 14 | 52  | 90  | −38 | 6  |

## Kvalspel till Division I
Norra kvalserien till Division I
Kvalets storfavoriter var Skellefteå AIK och de höll. Redan i första omgången tog de ledningen och höll den sedan genom hela serien trots förlust mot Strömsbro i andra omgången. Fler förluster kostade man inte på sig och kunde därför vinna serien med 4 poängs marginal. Matchen Strömsbro–Järved i sista omgången ställdes in då den saknade betydelse.
| Nr | Lag            | S | V | O | F | GM | IM | MS  | P  |
| -- | -------------- | - | - | - | - | -- | -- | --- | -- |
| 1  | Skellefteå AIK | 6 | 5 | 0 | 1 | 33 | 14 | +19 | 10 |
| 2  | Surahammars IF | 6 | 3 | 0 | 3 | 34 | 37 | −3  | 6  |
| 3  | Strömsbro IF   | 5 | 2 | 0 | 3 | 24 | 26 | −2  | 4  |
| 4  | Järveds IF     | 5 | 1 | 0 | 4 | 23 | 37 | −14 | 2  |

Södra kvalserien till Division I
Den södra kvalserien innehöll ett par skrällar. I första omgången slog HV 71 överraskande Karlskoga med 8–4 inför en fullsatt Rosenlundshall. Matchhjältar var Bo Westling som gjort två av målen och den 17-årige målvakten Toni Andersson. I tredje omgången stod HV för nästa skräll när man utklassade Nacka med 6–0 i Stockholm. Inför sista omgången ledde HV 71 på målskillnad med Karlskoga och Nacka på samma poäng. Karlskoga hade dock fått ordning på sitt spel och beskegrade Jönköpingslaget med 7–1 och tog platsen till Allsvenskan nästa säsong.
| Nr | Lag                 | S | V | O | F | GM | IM | MS  | P |
| -- | ------------------- | - | - | - | - | -- | -- | --- | - |
| 1  | IF Karlskoga/Bofors | 6 | 4 | 0 | 2 | 34 | 23 | +11 | 8 |
| 2  | Nacka SK            | 6 | 4 | 0 | 2 | 24 | 18 | +6  | 8 |
| 3  | HV 71               | 6 | 3 | 0 | 3 | 35 | 26 | +9  | 6 |
| 4  | Malmö IF            | 6 | 1 | 0 | 5 | 21 | 47 | −26 | 2 |